# Rise of the Planet of the Apes
Rise of the Planet of the Apes és una pel·lícula dels Estats Units de ciència-ficció dirigida per Rupert Wyatt, és la setena pel·lícula de la saga El planeta dels simis. Fou estrenada el 5 d'agost del 2011. D'acord amb Fox, artísticament és una nova versió de la història i no té relació amb la saga El planeta dels simis (1968-1973) ni amb la versió de Tim Burton del 2001, sinó que és un reboot de la saga.